# Fritz Schmidt (Fußballspieler, 1927)
Fritz Schmidt (* 6. Dezember 1927) ist ein ehemaliger deutscher Fußballspieler, der von 1956 bis 1959 für den SC Turbine Erfurt in der DDR-Oberliga, der höchsten Spielklasse im DDR-Fußball aktiv war.

## Sportliche Laufbahn
Seine Karriere in der DDR-Oberliga begann Fritz Schmidt am 27. Mai 1956. In der Begegnung des 11. Spieltages (SC Dynamo Berlin – SC Turbine Erfurt 3:2) wurde er vom SC Turbine als halbrechter Stürmer eingesetzt. Schmidt bestritt auch die folgenden sechs Punktspiele, in denen er auch als Mittelstürmer und im halblinken Angriff aufgeboten wurde. Am 17. Spieltag verletzte er sich so schwer, dass er ausgewechselt werden musste und 1956 nur noch einmal am 21. Spieltag für sieben Minuten eingewechselt wurde. Er konnte erst in der Saison 1958 wieder für Erfurt in der Oberliga spielen. Er kam sofort am 1. Spieltag zum Einsatz und erzielte auf seiner Standardposition halbrechts sein erstes Oberligator (Führungstor zum 2:1-Sieg über Motor Zwickau). Nach fünf Punktspielen musste Schmidt erneut aussetzen und kam erst nach der Sommerpause wieder regelmäßig zum Zuge. Am Saisonende standen für ihn 18 Punktspieleinsätze und fünf Tore zu Buche. In der Spielzeit 1959 lief für Schmidt die Hinrunde erfolgreich, er verpasste nur ein Punktspiel. In der Rückrunde fiel er erneut für acht Oberligaspiele aus, sodass er nur auf 17 Einsätze und zwei Tore kam. Am Saisonende musste Turbine Erfurt aus der Oberliga absteigen. Der fast 32-jährige Schmidt beendete daraufhin seine Laufbahn im höherklassigen Fußball.